# Селивёрстов, Вадим Витальевич
Вадим Витальевич Селивёрстов (укр. Вадим Віталійович Селіверстов; 18 февраля 1981, Киев, СССР) — украинский хоккеист, вратарь.

## Карьера
Выступал ранее за киевские команды «Сокол» и «Киев», а также за «Беркут» из Бровар и казахский Бейбарыс" из города Атырау. В составе «Сокола» трижды (в 2003, 2004 и 2005 годах) выигрывал чемпионат Украины, с «Бейбарысом» в 2011 году выиграл первенство Казахстана. Также выступал за команду «Львы» из города Новояворовск.
За сборную Украины сыграл 25 игр, пропустил 58 шайб. Сыграл на пяти чемпионатах мира в Высшем дивизионе (в 2000, 2001, 2003, 2005 и 2007 годах) и двух чемпионатах мира в I дивизионе. А также в Олимпийском отборе 2014 года.
С 2022 года — военнослужащий ВСУ.

### Достижения
- Серебряный призёр Чемпионата мира D1 (2010)
- Чемпион Казахстана (2011)